# 巴基斯坦各民族列表
巴基斯坦是一個文化非常多元化，且曾在歷史上受影響於中東和中亞的南亞國家。巴基斯坦境內的民族/族群包括了旁遮普族、普什圖族、信德族、沙拉基族、穆哈吉爾族、俾路支族、帕哈里族、與布拉灰族，以及佔據了一定人口比例的喀什米爾族、奇特拉爾人、辛那族、巴爾蒂族、柯希斯塔尼族、托爾瓦利族、哈扎拉族、布魯紹族、瓦罕族、卡拉什族、西迪族、和其他少數民族。
巴基斯坦官方的人口統計並未將居住於巴基斯坦境內的140萬阿富汗公民包含在內，而這些阿富汗公民當中絕大部分都是在過去的四十年裡就已在巴基斯坦繁衍生息的普什圖族、塔吉克族、烏茲別克族、以及其他的少數族裔。